# Witold Roman

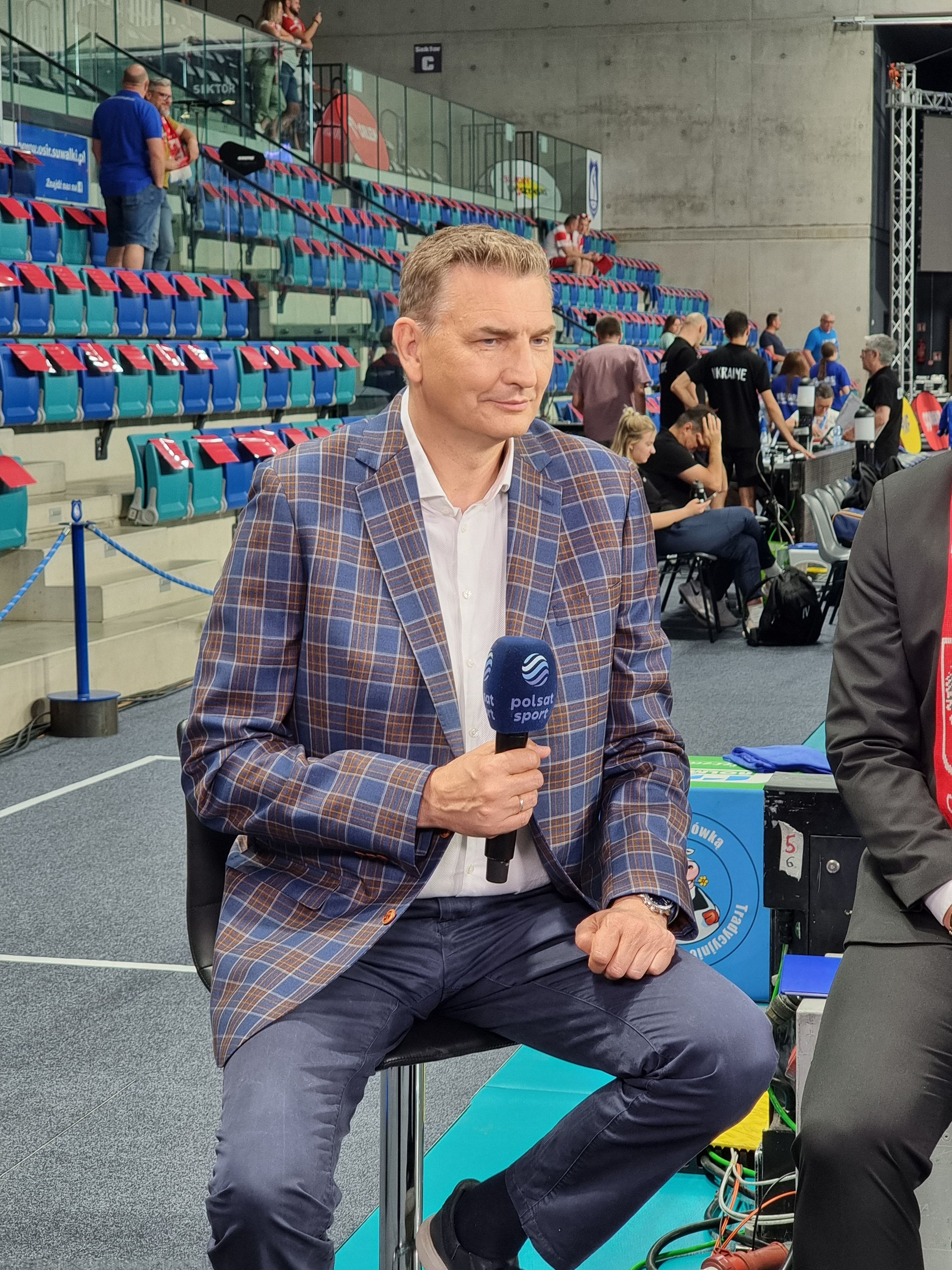
Witold Roman w 2024 roku

Witold Roman (ur. 6 marca 1967 w Warszawie) – polski siatkarz, trener, działacz sportowy; reprezentant kraju (259 oficjalnych spotkań w kadrze seniorskiej w latach 1987–1997), uczestnik igrzysk olimpijskich w Atlancie 1996 i mistrzostw Europy. W 2022 zastępca dyrektora Centralnego Ośrodka Sportu. W latach 2022–2023 dyrektor Centralnego Ośrodka Sportu.

## Życiorys
Wielokrotny medalista mistrzostw Polski:
- złoty w latach 1991, 1992 (AZS Olsztyn)
- srebrny w latach 1996 (Legia Warszawa), 1998 (Morze Szczecin),
- brązowy w latach 1990 (AZS Olsztyn), 1997 (Morze Szczecin).

W latach 1991 i 1992 wraz z AZS Olsztyn wywalczył Puchar Polski.
W reprezentacji Polski rozegrał w latach 1987–1997 259 spotkań.
Uczestnik mistrzostw Europy w: Sztokholmie (1989) - 7. miejsce,
Berlinie (1991) - 7. miejsce,
Turku (1993) - 7. miejsce,
Atenach (1995) - 6. miejsce.
Dwukrotny medalista Letniej Uniwersjady: złoty (Sheffield 1991) i srebrny (Buffalo 1993).
Uczestniczył w igrzyskach olimpijskich w Atlancie, podczas których polska drużyna zajęła 11. miejsce.
W 2006 jako trener Jadaru Radom, doprowadził zespół do awansu do Polskiej Ligi Siatkówki.
W latach 2005–2011 był menadżerem polskiej reprezentacji siatkarzy, współpracował z kolejnymi jej trenerami: Raulem Lozano (2. miejsce na mistrzostwach świata w 2006), Danielem Castellanim (1. miejsce na mistrzostwach Europy w 2009).
Prezes Mazowiecko-Warszawskiego Związku Piłki Siatkowej i przewodniczący Wydziału Rozgrywek Polskiego Związku Piłki Siatkowej. W 2012 został wybrany do Zarządu PZPS, w którym pełni funkcję wiceprezesa oraz szefa Wydziału Szkolenia PZPS.
Komentator telewizyjny i ekspert siatkarski (m.in. TVP, Eurosport, Sport Klub).
W lutym 2022 został zastępcą dyrektora Centralnego Ośrodka Sportu. Następnie w czerwcu tego samego roku został dyrektorem Centralnego Ośrodka Sportu. W grudniu 2023 odwołany z tego stanowiska.